# Bitwa pod Ostródą
Bitwa pod Ostródą – starcie zbrojne, które miało miejsce 23 października 1628 roku w rejonie Ostródy w czasie wojny polsko-szwedzkiej (1626–1629), pomiędzy wojskami polskimi dowodzonymi przez hetmana polnego koronnego Stanisława Koniecpolskiego a oddziałem wojsk szwedzkich dowodzonym przez pułkownika Wolfa Heinricha von Baudissina.

## Przed bitwą
Po utracie Brodnicy hetman Koniecpolski rozpoczął wojnę szarpaną przeciwko wojskom szwedzkim. W trakcie wymarszu znad Osy utraciła ona ponad 5000 ludzi. Jak pisał jeden ze szwedzkich oficerów: ”Nasi Szwedzi codzień umykają z szeregów, a cudzoziemcy są tak zniechęceni, że lada dzień buntu oczekiwać wypada… W kraju tutejszym nędza. Dobrych kwater brakuje tak dalece, że na półk ledwie cztery domy się dostaje. Drogi tak okropne, że z działami ledwie pół mili dziennie zrobić można. Nieprzyjaciel zaś rąbie z tyłu i wszelkie dowozy odcina”.

## Przebieg bitwy
Koniecpolski dzięki przejęciu wrogiej korespondencji, dowiedział się o wymarszu z Pasłęka, regimentu jazdy pod dowództwem pułkownika Baudissina. Postanowił urządzić zasadzkę przy drodze łączącej Miłomłyn i Ostródę. Siły polskie liczyły ok. 3500 żołnierzy. W ich  skład  wchodził regiment dragonów pod dowództwem Jakuba Butlera, kilka chorągwi lekkiej jazdy oraz  chorągwie husarii. Regiment liczył kilkuset ludzi, głównie niemieckich najemników, którzy wraz z dowódcą opuścili duńską armię i przeszli do armii szwedzkiej. Pułki te stały się jednymi z najlepszych niemieckich pułków kawalerii w służbie szwedzkiej w latach 1626–1634. Wiadomo, że na początku kampanii liczył 1500 jeźdźców, zgrupowanych w 12 kompaniach, jednak w trakcie walk poniósł duże straty i w październiku liczył niewiele ponad tysiąc żołnierzy. Regiment dotarł do obozu szwedzkiego znajdującego się w Miłomłynie, skąd został wysłany przez króla szwedzkiego do Ostródy w celu zdobycia prowiantu oraz zabezpieczeniu ciężkich dział pozostawionych tam przez Szwedów.
Do starcia doszło pomiędzy Piławkami a Faltyjankami, prawdopodobnie niedaleko młyna wodnego, znajdującego się w wąwozie przy trakcie. Młyn w trakcie walk spalono. Szwedzi natknęli się na polską kawalerię pokonującą bród. Baudissin nieświadomy polskiej przewagi zdecydował się zaatakować Polaków. Rajtarzy rozpoczęli pościg za wycofującymi się w kierunku wąwozu oddziałami polskimi, jednak w trakcie szarży wpadli pod ostrzał ukrytych w lesie oddziałów pułkownika Butlera. Prowadzący szarżę Baudissin został ranny, natomiast jego regiment zaatakowało kilka polskich chorągwi (husarskich), ukrytych dotychczas za drzewami. Dzięki zapadającemu zmrokowi, większości rajtarów udało się wyrwać z okrążenia. W toku walki niemieccy najemnicy ponieśli ciężkie straty. Zginęło 250 żołnierzy, a sam pułkownik oraz 50 żołnierzy zostali wzięci do niewoli. Inne źródła mówią o wybiciu całego regimentu w liczbie 350 żołnierzy, jednak należy traktować je z dystansem. Jak pisał uradowany hetman Koniecpolski „Baudis [ma tu na myśli Baudissina] (…) w ręce się nasze z wielą swoich znacznych żołnierzów dostał, i jego regiment, który siła Gustawa kosztował i wiele sobie po nim obiecywał, jest zniesiony”. Szwedzi przyznali się do utraty trzech kornetów (o czym jednak hetman w liście nie wspomina), a gdy Baudissin został wymieniony na polskich jeńców i wrócił do armii szwedzkiej, otrzymał reprymendę za stosowanie ‘niemieckiej taktyki’ (czyli karakolu) w obliczu polskiej jazdy.
Koniecpolski zdecydował się na odwrót, uznając pozycję pod Ostródą za zbyt niewygodną do obrony. Pojmany dowódcą udzielił hetmanowi informacji na temat finansowania wojsk szwedzkich przez Holendrów. Starcie nie miało większego znaczenia strategicznego. Regiment Baudissina, pomimo sporych strat, nie został całkowicie zniszczony. Jego dowódca został wkrótce zwolniony z polskiej niewoli. Uczestniczył później w bitwach pod Górznem i Trzcianą. W trakcie wojny trzydziestoletniej awansował do stopnia generała kawalerii armii szwedzkiej. Następnie służył w armii saskiej. Dzień po bitwie Ostródę zajęły liczące 4000 żołnierzy wojska szwedzkie pod wodzą króla Gustawa II Adolfa.